# Join Bing and Sing Along
Join Bing and Sing Along (33 Great Songs) – studyjny album winylowy Binga Crosby'ego wydany przez Warner Bros. Records w 1960 roku. Składał się on z dwunastu składanek 33 starych piosenek takich jak: „Old MacDonald Had a Farm”, „Shoo Fly, Don't Bother, Me” czy „On the Road to Mandalay”. Jest to pierwszy album piosenkarza z biesiadnymi piosenkami, drugim jest 101 Gang Songs, a trzecim On the Happy Side.

## Lista utworów
Bing Crosby śpiewa wszystkie utwory oprócz tych oznaczonych gwiazdką (*). Chórem i orkiestrą dyryguje Jack Halloran. Orkiestrowe aranżacje wykonał Bob Thompson.

### strona 1
| 1. | Take Me Out to the Ball Game Meet Me in St. Louis Peggy O'Neil            | 3:22  |
|    |                                                                           |       |
| 2. | K-K-K-Katy Mairzy Doats Old MacDonald Had a Farm                          | 3:21  |
|    |                                                                           |       |
| 3. | Aura Lea Cuddle up a Little Closer                                        | 2:56  |
|    |                                                                           |       |
| 4. | Daisy Bell The Bowery After the Ball                                      | 2:54  |
|    |                                                                           |       |
| 5. | Long, Long Ago On the Banks of the Wabash Seeing Nellie Home              | 3:29  |
|    |                                                                           |       |
| 6. | Shoo Fly, Don't Bother Me Oh, Dem Golden Slippers On the Road to Mandalay | 3:13  |
|    |                                                                           |       |
|    |                                                                           | 19:15 |
|    |                                                                           |       |

### strona 2
| 1. | Give My Regards to Broadway Mary's a Grand Old Name* You're a Grand Old Flag                       | 3:13  |
|    | |       |
| 2. | When You Wore a Tulip You Were Meant for Me                                                        | 3:12  |
|    | |       |
| 3. | Goodbye, My Lady Love Linger Awhile Heart of My Heart                                              | 3:28  |
|    | |       |
| 4. | Doodle Doo-Doo All I Do Is Dream of You                                                            | 3:14  |
|    | |       |
| 5. | Alice Blue Gown* I Love You Truly* When I Grow Too Old to Dream                                    | 3:16  |
|    | |       |
| 6. | There'll Be a Hot Time in the Old Town Tonight Toot, Toot, Tootsie, (Goo'bye)* Ta-ra-ra Boom-de-ay | 3:01  |
|    | |       |
|    | | 19:24 |
|    | |       |